# Messier 84
Messier 84 hoặc M84, còn được gọi là NGC 4374, là một elip hoặc thiên hà dạng thấu kính trong chòm sao Xử Nữ. Charles Messier đã phát hiện ra Messier 84 vào ngày 18 tháng 3 năm 1781 trong một cuộc tìm kiếm có hệ thống về "các vật thể mơ hồ" trên bầu trời đêm. Thiên thể là thứ 84 trong Danh mục Messier. M84 nằm trong lõi bên trong các thiên thể tập trung đông đúc của Virgo Cluster của thiên hà.
Đây là một thiên hà hình elip khổng lồ với phân loại hình thái là E1, cho thấy làm phẳng là 10%. Bán kính nửa ánh sáng là 72,5″ và tuyệt chủng - tổng số độ sáng đã sửa trong dải thị giác là 764×1010 độ sáng mặt trời. Tỷ lệ khối lượng ánh sáng trung tâm là 6,5, tăng dần ra khỏi lõi. Thiên hà nhìn thấy được bao quanh bởi một vầng hào quang vật chất tối khổng lồ.
Quan sát vô tuyến và hình ảnh Kính viễn vọng Hubble của M84 đã tiết lộ hai tia vật chất bắn ra từ trung tâm thiên hà cũng như một đĩa khí quay nhanh và các ngôi sao cho thấy sự hiện diện của 1.5 ×10 9 M☉  siêu khối lỗ đen. Nó cũng có một vài ngôi sao trẻ và cụm sao s, biểu thị sự hình thành sao ở tốc độ rất thấp. Số lượng cụm sao là 1775±150, thấp hơn nhiều so với dự kiến đối với một thiên hà hình elip.
Hai vụ nổ Siêu tân tinh e đã được quan sát trong M84: SN 1957 
và SN 1991bg. Có thể, một phần ba, SN 1980I là một phần của M84 hoặc, thay vào đó, một trong những thiên hà lân cận của nó, NGC 4387 và M86. Tỷ lệ các sự kiện siêu tân tinh cao này rất hiếm đối với các thiên hà hình elip, có thể cho thấy có một quần thể sao ở độ tuổi trung bình ở M84.